# Physadesmia globosa
Physadesmia globosa là một loài bọ cánh cứng trong họ Tenebrionidae. Loài này được Haag miêu tả khoa học đầu tiên năm 1875.